# Dibrivka, Bârzula
Dibrivka (în ucraineană Дібрівка) este un sat în comuna Cuialnic din raionul Bârzula, regiunea Odesa, Ucraina.

## Demografie
Componența lingvistică a localității Dibrivka
     Ucraineană (92,36%)
     Română (4,37%)
     Rusă (3,06%)
Conform recensământului din 2001, majoritatea populației localității Dibrivka era vorbitoare de ucraineană (92,36%), existând în minoritate și vorbitori de română (4,37%) și rusă (3,06%).